# Катенин, Александр Андреевич
Александр Андреевич Катенин (1800 или 28 июня 1803, Клусеево, Костромская губерния — 24 июня [6 июля] или 3 [15] июля 1860) — генерал от инфантерии; оренбургский и самарский генерал-губернатор.

## Биография
Родился в дворянской семье в 1800 году в Кинешемском уезде Костромской губернии. Сын Андрея Фёдоровича Катенина (1768—1835) от брака его с Ириной Юрьевной Лермонтовой (1771—1818), дочерью Юрия Матвеевича Лермонтова (1730—?) и Федосьи Кирилловны (урожд. Постниковой).
Братья: Михаил (1810—1866; генерал-майор, наказной атаман Оренбургского казачьего войска) и Фёдор. Сёстры: Софья, Анна, Мария.

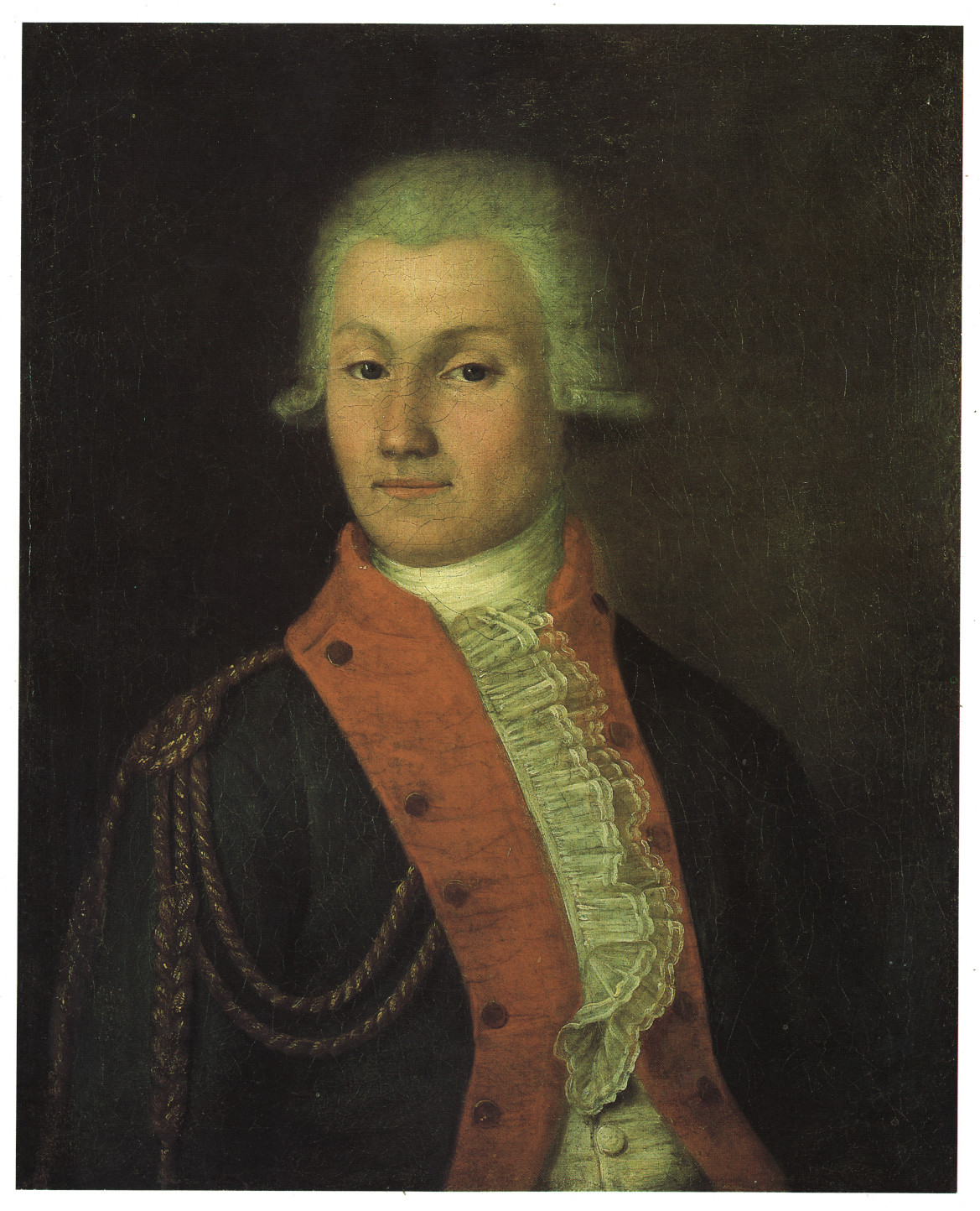
Портрет отца А. Ф. Катенина, 1790 г.

Образование получил в Горном кадетском корпусе, из которого в 1818 году поступил подпрапорщиком в лейб-гвардии Преображенский полк. Участвовал в русско-турецкой войне 1828—1829 годов, в подавлении Польского мятежа в 1831 году. За отличие при штурме Варшавы награждён орденом св. Владимира 4-й степени с бантом. В 1832 году получил чин капитана.
В 1835 году Катенин на Калишских манёврах обратил на себя внимание императора Николая I и был назначен к нему флигель-адъютантом. Два года спустя Катенин уже полковник, а в 1839 году назначен комендантом Императорской Главной квартиры, но в том же году переведён на Кавказ, где в должности начальника штаба 1-го пехотного корпуса принял участие в военных действиях против горцев и за отличие при Ахульго награждён золотой шпагой с надписью «За храбрость».
В 1842 году Катенин был назначен начальником штаба Отдельного гренадерского корпуса, на следующий год уже был генерал-майором.
12 января 1846 года Катенин был награждён орденом св. Георгия 4-й степени за 25 лет службы в офицерских чинах (№ 7380 по списку Григоровича — Степанова).
В 1848 году назначен командиром Лейб-гвардии Преображенского полка, через год удостоен звания генерал-адъютанта и в 1852 году назначен дежурным генералом при Главном штабе Его Императорского Величества.
В 1853 году произведён в генерал-лейтенанты; в следующем году на него возложено исполнение обязанностей товарища военного министра с оставлением в должности дежурного генерала.
В 1856 году был уволен со всех должностей и 7 апреля 1857 года назначен командиром отдельного Оренбургского корпуса и Оренбургским и Самарским генерал-губернатором.
О назначении Александра Андреевича Катенина генерал-губернатором известный военный историк Николай Гаврилович Залесов, служивший в то время офицером Генерального штаба при отдельном Оренбургском корпусе, в своих «Записках» вспоминал:
«В конце 1856 года разнёсся положительный слух, что на место Перовского назначается Катенин, а в январе 1857 года Катенин был уже в Оренбурге, приехав туда ненадолго для предварительного знакомства с краем.

Александр Андреевич Катенин, красивый собою господин с прекрасным даром слова, с придворными мягкими любезными манерами, менял свой пост дежурного генерала на место Оренбургского и Самарского генерал-губернатора. Если эта мена и происходила отчасти по желанию военного министра, знаменитого Сухозанета, то в такой же степени и по желанию самого Катенина. Любимец императора Николая, всегдашний партнёр его за картами, Катенин, командуя Преображенским полка, умел так ловко представлять свою часть покойному царю, что полк этот постоянно оказывался лучше всех».
Назначение Катенина в Оренбургский край совпало с крайним развитием дерзких набегов киргизов (казахов) на селения и форпосты Оренбургской линии и грабежей караванов. Крутые меры его предшественника, графа Василия Алексеевича Перовского, не смогли обуздать хищников и лишь озлобили их. Катенин тотчас же циркулярно оповестил киргизов, что если они смирятся, то будут прощены. Первым отозвался на призыв главный организатор разбойничьих набегов Исет Кутебаров, который писал «справедливейшему генерал-адъютанту Катенину», что причиной неудовольствия киргизов были суровые меры его предшественника и обещал смириться. Катенин вызвал его к себе «не как к грозному начальнику, а как к доброму отцу, который радуется, когда может простить заблудших детей своих», и, ласково приняв Кутебарова, склонил его быть верным слугою государя. Пример Кутебарова повлиял на других, и набеги сильно сократились.
Для полного умиротворения края Катенин объехал его и предпринял ряд мер к развитию промышленности и распространению грамотности. Им было организовано в 1858 году пароходство по реке Белая, вошедшее в связь с пароходствами по рекам Волга и Кама, в том же году был учреждён почтовый тракт между Орской крепостью и фортом Перовский. Только на одних форпостах им было устроено до 80 школ, не считая городских училищ для детей обоего пола в городах и крупных станицах.

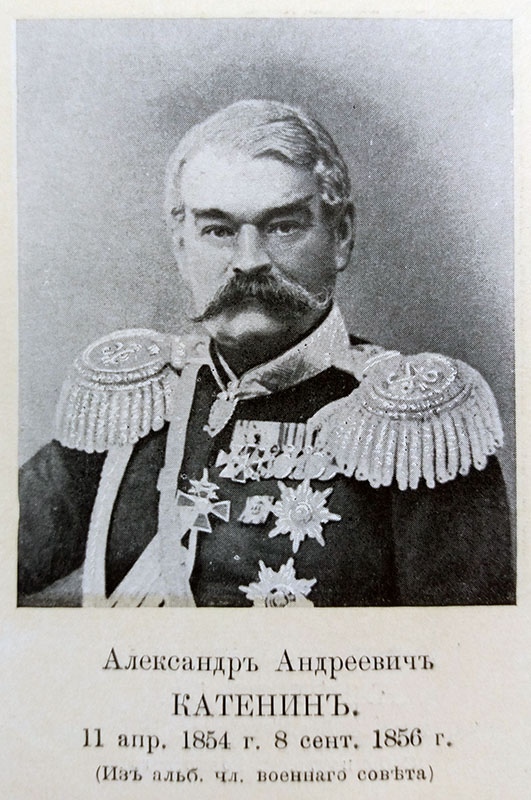
Катенин А. А., середина 1850-х гг.

Изменена была и политика по отношению к среднеазиатским ханствам. В октябре 1857 года Катенин представил свои соображения по этому предмету министрам военному и иностранных дел. Предложения Оренбургского генерал-губернатора совпали с намерениями правительства, и Александру Катенину было поручено составить письменные инструкции для предполагаемой миссии.
После продолжительной переписки между министерствами и оренбургским генерал-губернатором вопрос о снаряжении новой миссии в Среднюю Азию в конце концов решился положительно. Начальником её и полномочным представителем русского правительства был назначен полковник Николай Павлович Игнатьев, а секретарём — Егор Борисович Килевейн. Посольство посетило Хиву и Бухару, Николаю Игнатьеву удалось подписать торговые договора с обоими ханами. Несмотря на кажущийся полный успех посольства Игнатьева, сами члены миссии в отношении исполнения бухарцами и хивинцами записанных на бумаге договорённостей были настроены весьма скептически.
Весной 1859 года были снаряжены две научные экспедиции в Среднюю Азию: одна под начальством Алексея Ивановича Бутакова для завершения исследований Аральского моря и устьев реки Аму-Дарья, а вторая экспедиция, под начальством Виктора Дезидерьевича Дандевиля, — для описи Мангышлакского берега Каспийского моря.
5 декабря 1858 года был избран почётным членом Российской Академии наук.
Возвращаясь из инспекционной поездки по землям Уральского казачьего войска, в Уральске А. А. Катенин, в мундире, несмотря на сильнейшую жару, произвёл смотр войск. На подъезде к Оренбургу почувствовал себя нездоровым и 24 июня 1860 года, в первую же ночь по приезде в город, умер от аневризмы.
Похоронен в родовой усыпальнице Катениных в с. Клусееве.

## Награды
Награды Российской империи:
- Орден Святого Владимира 4-й степени с бантом (1831)[10]
- Польский знак отличия за военное достоинство 4-й степени (1832)[10]
- Орден Святого Станислава 2-й степени (1833)[11]
- Орден Святой Анны 2-й степени (1835); императорская корона к ордену (1837)[11]
- Орден Святого Владимира 3-й степени (1838)[11]
- Золотая шпага «За храбрость» (1840)[10]
- Перстень с вензелем Имени Его Императорского Величества (1843)[10]
- Орден Святого Станислава 1-й степени (1845)[10]
- Орден Святого Георгия 4-й степени за 25 лет беспорочной службы (1846)[10]
- Орден Святой Анны 1-й степени (1847); императорская корона к ордену (1851)[10]
- Орден Святого Владимира 2-й степени (1854)[10]
- Знак отличия за XXX лет беспорочной службы (1855)[10]
- Орден Белого орла (1856)[10]
- Орден Святого Александра Невского (1858)[10]

Награды иностранных государств:
- Орден Красного орла 3-й степени (1835, королевство Пруссия)[11]
- Орден Красного орла 1-й степени (1856, королевство Пруссия)[10]

## Семья
Жена (с 20.9.1842) — Варвара Ивановна Вадковская (1821—05.10.1865), фрейлина двора, дочь полковника Ивана Фёдоровича Вадковского (1790—1849) от брака с Елизаветой Александровной Молчановой. По словам Н. Г. Залесова, была «женщина привлекательная, развитая и с огромным тактом. Она всех принимала ровно, любезно, без малейшего намёка на своё высокое положение, со всеми умела говорить о предметах, которые были близки представлявшемуся ей лицу, и вся эта беседа велась так мило, просто, что говоривший с Катениной, сразу чувствовал себя как дома». За заслуги мужа была пожалована в кавлерственные дамы ордена Святой Екатерины (26.08.1856). Скончалась от болезни сердца и развившейся гангрены в Берне, похоронена рядом с мужем. Дети:
- Николай (1844—?)
- Андрей (1846—?)
- Александр (1849—16.02.1917[14]; похоронен на сельском кладбище в Клусеево Чухломского уезда Костромской губернии) — член Совета министров, затем управляющий по делам печати, начальник департамента здравоохранения; тайный советник[15].

Двоюродный брат — Павел Александрович Катенин (1792—1853) — поэт, драматург; участник Отечественной войны 1812, один из руководителей тайной декабристской организации Военное общество.

## Память
Именем Катенина был назван станичный посёлок во втором военном отделе Оренбургского казачьего войска.